# Blues Rock Band
Blues Rock Band – debiutancka płyta zespołu Krzak, wydana w 1981 roku. Płyta została zarejestrowana pod koniec 1979 roku w warszawskim klubie Riviera Remont. Album został dobrze oceniony przez krytykę i sprzedał się w nakładzie 135 tysięcy egzemplarzy, uzyskując status Złotej płyty.
W 2002 roku wytwórnia Universal Music Polska wznowiła album sygnowany serią "Niepokonani". Krążek został opatrzony nową okładką i 6 bonusami. W 2005 roku Metal Mind Productions, wydał drugą reedycję tego albumu, z nową okładką i sześcioma nigdy nie publikowanymi bonusami.

## Lista utworów
1. "Blues E-dur" – 6:46
2. "Lidek" – 1:42
3. "Czakuś" – 3:55
4. "Chwile z B." – 2:08
5. "Dla Fredka" – 5:56
6. "Skałki" – 2:48
7. "Łatka" – 1:30
8. "Blues h-moll – Smuteczek" – 6:20
9. "Przewrotna samba" – 5:28
10. "Dżemowa maszynka" – 5:12

Bonusy (reedycja 2002)
1. "Przewrotna samba" – 5:06
2. "Dla Fredka" – 3:24
3. "Czakuś" – 3:50
4. "Maszkaron" – 2:41
5. "Tajemniczy świat Mariana" – 6:15
6. "Kołysanka dla Maciusia" – 2:19

Bonusy (reedycja 2005)
1. "Winter Rock" – 5:48
2. "Requiem dla Jaszczura" – 8:31
3. "Walc" – 5:06
4. "Acik" – 3:40
5. "Ptak moich marzeń" – 6:08
6. "Kołysanka dla Maciusia" – 4:19

## Twórcy
- Jan Błędowski – skrzypce
- Leszek Winder – gitara
- Jerzy Kawalec – gitara basowa
- Andrzej Ryszka – perkusja
- Antymos Apostolis – gitara, instrumenty perkusyjne (reedycja, 2002)

### Gościnnie
- Marek Surzyn – perkusja (reedycja, 2005)
- Piotr Prońko – saksofon (reedycja, 2005)